# Trine Dyrholm
Trine Dyrholm (ur. 15 kwietnia 1972 w Odense) – duńska aktorka teatralna, filmowa i telewizyjna.

## Życiorys
W wieku 14 lat zaczęła występować w zespole muzycznym Trine & The Moonlighters. W 1991 podjęła studia aktorskie w narodowej szkole teatralnej Statens Teaterskole, które ukończyła w 1995. Jako aktorka teatralna debiutowała w Grønnegårds Teatret w adaptacji Snu nocy letniej. W 1990 zagrała po raz pierwszy w filmie – wystąpiła w romansie młodzieżowym Springflod. Regularnie zaczęła grać głównie w krajowych w produkcjach filmowych i telewizyjnych. Rozpoznawalność i popularność międzynarodową przyniosły jej m.in. role w takich filmach jak W lepszym świecie i Wesele w Sorrento, a także Kochanek królowej, gdzie wcieliła się w królową Julianę Marię.
Wielokrotnie nagradzana duńskimi nagrodami filmowymi. Otrzymała m.in. nagrodę Bodil dla najlepszej aktorki pierwszoplanowej w 1991 (Springflod), 2006 (Fluerne på væggen), 2007 (En soap) i 2011 (W lepszym świecie). Za En soap i W lepszym świecie dostała również nagrodę Roberta, nagrodę tę przyznano jej również w 2013 za Wesele w Sorrento. W 2016 za rolę w Komunie Thomasa Vinterberga otrzymała Srebrnego Niedźwiedzia dla najlepszej aktorki na 66. MFF w Berlinie. W 2025 za występ w Dziewczynie z igłą otrzymała Orła za najlepszą drugoplanową rolę kobiecą.
Zasiadała w jury konkursu głównego na 75. MFF w Wenecji (2018).

## Wybrana filmografia
- 1990: Springflod
- 1996: De største helte
- 1998: Festen
- 1999: I Kina Spiser de Hunde
- 2002: Bungalow
- 2002: Okay
- 2003: Forbrydelser
- 2005: Den store dag
- 2005: Fluerne på væggen
- 2006: En soap
- 2005: Offscreen
- 2008: De usynlige
- 2008: Disco robaczki
- 2008: Lille soldat
- 2010: W lepszym świecie
- 2012: Kochanek królowej
- 2012: Wesele w Sorrento
- 2013: 3096 dni
- 2014: Scheda
- 2016: Komuna
- 2019: Królowa kier
- 2021: Margrete den Første
- 2024: Dziewczyna z igłą